# Circuito de Cartagena
Het Circuito de Cartagena is een permanent motorracecircuit in Cartagena in het zuidoosten van Spanje.
De racebaan is begin jaren ‘90 aangelegd en meerdere malen gemoderniseerd. Het circuit wordt voornamelijk gebruikt voor nationale en internationale motorraces.

## Routebeschrijving
Sinds 2009 heeft de baan verlichting, waardoor er zelfs in het donker geracet kan worden. Het complex beschikt over negentien pitboxen met een oppervlakte van 66 m² en elf pitboxen van 42 m². Alle dertig pitboxen hebben stroom-, perslucht- en wateraansluitingen. De paddock heeft een oppervlakte van 52.000 m². In het naastgelegen gebouw zijn vergader- en trainingsruimten en een restaurant.

## Cijfers
- Lengte: 3.506 m
- Breedte: 10-12 m
- Lengte van het rechte stuk start/finish: 610 m
- Rechtse bochten: 10
- Linkse bochten: 8
- Hoogteverschil: 8,92%

## Trivia
- In 2007 vond de 5e ronde van het Europees kampioenschap wegrace plaats op deze baan.
- Op vrijdag 13 februari 2009 viel Formule 1-wereldkampioen Michael Schumacher tijdens een superbike-training. Schumacher liep hierbij ernstig nekletsel op en moest worden overgebracht naar het Virgen de la Arrixaca-ziekenhuis in Murcia.[1]